# Tractat de Cefalù
El Tractat de Cefalù, signat a Cefalù (Sicília) el 1285 entre Carles II d'Anjou i Pere III d'Aragó "el Gran" de la Corona d'Aragó, pel qual Carles, capturat per Roger de Llúria a la batalla del golf de Nàpols i presoner de Pere a Cefalù, renunciava a l'illa de Sicília en favor de Jaume el Just, germà del futur Alfons el Cast i a canvi era alliberat. També s'establí el casament de Jaume amb Blanca de Nàpols, filla de Carles, i el de la princesa catalana Violant d'Aragó i de Sicília amb Robert I de Nàpols, un dels fills de Carles.
Tot i que Carles II d'Anjou el va ratificar després de ser alliberat, però encara en territori català, ni el Regne de França ni el Papa van reconèixer el tractat.